# 津谷祐司
津谷 祐司（つたに ゆうじ、1963年3月10日 - ）は、日本の実業家、映画監督。株式会社ボルテージ創業者、代表取締役社長、ファウンダー。

## 経歴
1963年、福井県生まれ。1985年東京大学工学部を卒業後、博報堂に入社。1993年UCLA映画学部大学院・監督コースに3年越しで合格し、渡米。1997年帰国し、博報堂へ復職。社内ベンチャーでインターネット事業を立ち上げる。1999年に博報堂を退職し、株式会社ボルテージを設立して社長に就任。携帯コンテンツ事業を開始。2000年、マルチ対戦ゲーム「バトル東京23」で、第1回MCF特別賞を受賞するも、創業以来の4期連続の赤字に苦しむ。2002年、事業経営の合間を縫って、卒業作品の編集を完成させ、UCLAを卒業。2006年、恋愛ゲーム第一弾をリリース。以降、事業を恋愛ゲームに絞って展開し、モバイル恋愛ゲーム会社として日本一（世界一）に成長させる。2010年に東証マザーズ、東証一部に上場。Fast50を8年連続で受賞（史上最多受賞記録を保持）。2012年にはサンフランシスコにSFスタジオを設立し米国進出。App Storeエンタメカテゴリのアメリカ・シンガポールなどで上位をキープ。
2013年にボルテージ取締役会長、2014年に代表取締役会長となり、映画監督としての活動も再開している。2016年、代表取締役社長に復帰。

## 略年譜
- 1963年 福井県生まれ
- 1985年 東京大学工学部卒業
- 1985年 株式会社博報堂に入社　主に空間プロデューサーとして従事
- 1993年 UCLA映画学部大学院に自主留学
- 1997年 博報堂の社内ベンチャーでインターネット事業「おでかけナビ」を起業
- 1999年 株式会社ボルテージを設立 代表取締役社長に就任
- 2002年 UCLA卒業
- 2010年 東京証券取引所マザーズに株式を上場
- 2011年 東京証券取引所市場第一部に上場市場を変更（当時、市場変更の最短記録）
- 2012年 サンフランシスコにボルテージのSFスタジオ、Voltage Entertainment USA, Inc. を設立し、CEOに就任
- 2013年 取締役会長に就任
- 2014年 代表取締役会長に就任
- 2016年 代表取締役社長に復帰

## 作品
映画・DVD・動画配信
- 『100シーンの恋　石黒英雄編』 (2009年 動画配信・DVD) 監督
- 『100シーンの恋　佐野和真編』 (2008年 動画配信) 監督
- 『100シーンの恋　（主演・水島ヒロ）』 (2008年 動画配信・DVD) 監督
- 『Wanna be FREE! 東京ガール』 (2006年 劇場公開) 脚本・監督
- 『ブロークンギター』　(2002年) 脚本・監督 *UCLA映画学部 卒業作品
- 『トランスフォーメーション』 (1996年) 脚本・監督 *NY州ロチェスター国際映画祭 最終選考候補
- 『サンセット・ダイナー』 (1994年) 脚本・監督

モバイルゲーム
- マルチ対戦ゲーム『百人斬り』 （2001年) 企画・プロデュース
- マルチ対戦ゲーム『バトル東京23』 (2000年) 企画・プロデュース
- インタノベル『Side-k』 (1999年)他 企画・プロデュース

## 著書
- 『コンテンツビジネスのすべてはUCLA映画学部で学んだ。』 幻冬舎（2014/1/31）ISBN 978-4344952133
- 『なぜ、ネットでしかヒットは生まれないのか』 PHP出版（2008/6/2）ISBN 978-4569698366
- 『映画監督術〈2〉cinematic motion』（翻訳） フィルムアート社 (1998/04)ISBN 978-4845998791
- 『映画監督術 SHOT BY SHOT』（翻訳） フィルムアート社（1996/11）ISBN 978-4845996636

## 出演
- 『J-WAVE TOKYO MORNING RADIO・MORNING INSIGHT』ゲスト出演（2017年5月8日）
- 『日経トレンディネット』 インタビュー (2017年4月11日)
- 『GOETHE 2月24日号』宮崎哲弥氏との対談（2017年2月24日）
- 『Branded Shorts「Management Talk」』別所哲也氏との対談（2017年1月19日）
- 『ニッポン放送　黒木瞳の「ENEOSプレゼンツ あさナビ」』ゲスト出演（2015年12月7日 - 12月11日）
- 『日経トレンディネット』 インタビュー (2015年5月18日)
- 『LA Weekly』 Anime Expo2014にてインタビュー(英文) (2014年7月7日)
- 『J-WAVE TOKYO MORNING RADIO・MORNING INSIGHT』 ゲスト出演 (2014年4月1日)
- 『東洋経済オンライン』 一橋大学教授楠木建氏、東京大学新聞社オンライン編集部との対談 (2014年6月13日)
- 『DREAM GATE インタビュー企画「起業の卵」』 (2014年3月25日)
- 『ダイヤモンドオンライン』 インタビュー (2015年3月6日)
- 『日経エンタテインメント! 2014年4月号 対談企画』 (2014年3月4日)
- 『DREAM GATE・MY BEST LIFE　挑戦する生き方』 インタビュー (2010年10月1日)
- 『がっちりマンデー!!』 (2010年7月18日)